# Ferrari 150° Italia
Ferrari 150º Italia, původně Ferrari F150 a Ferrari F150th Italia je vůz formule 1 týmu Scuderia Ferrari nasazený pro rok 2011. Jezdili v něm Španěl Fernando Alonso a Brazilec Felipe Massa. Monopost byl představen 28. ledna 2011 v Maranellu.

## Název vozu

### F150
Původní označení tohoto vozu Ferrari mělo být připomenutím 150. výročí sjednocení Itálie, na které je Ferrari, jakožto italská stáj patřičně hrdá.

### Spor o název
Několik dní po představení vozu, v únoru 2011, se ozvala americká automobilka Ford, že Ferrari kopíruje název jejich úspěšného sériového pick-upu Ford F-150 a zvažovala žalobu Ferrari. Stáj tuto situaci vyřešila kompromisem a k původnímu F150 přidala anglickou číslovkovou koncovku th a slovo Italia (italsky Itálie). Avšak ani tento krok nakonec nebyl definitivní a počátkem března stáj přejmenovala vůz na 150º Italia, kde bylo vypuštěno písmeno F (jako Ferrari) a namísto anglického th byl použit jeho italský ekvivalent. Nové označení již kontroverze nevzbuzovalo, všechny závody sezóny byly tudíž odjety s vozem tohoto jména.

## Výsledky v sezoně 2011
| Legenda k tabulce | Legenda k tabulce                                                                       |
| Barva             | Výsledek                                                                                |
| ----------------- | --------------------------------------------------------------------------------------- |
| Zlatá             | Vítěz                                                                                   |
| Stříbrná          | 2. místo                                                                                |
| Bronzová          | 3. místo                                                                                |
| Zelená            | Bodované umístění                                                                       |
| Modrá             | Nebodované umístění                                                                     |
| Modrá             | Dokončil neklasifikován (NC)                                                            |
| Fialová           | Odstoupil (Ret)                                                                         |
| Červená           | Nekvalifikoval se (DNQ)                                                                 |
| Červená           | Nepředkvalifikoval se (DNPQ)                                                            |
| Černá             | Diskvalifikován (DSQ)                                                                   |
| Bílá              | Nestartoval (DNS)                                                                       |
| Bílá              | Závod zrušen (C)                                                                        |
| Světle modrá      | Pouze trénoval (PO)                                                                     |
| Světle modrá      | Páteční testovací jezdec (TD)                                                           |
| Bez barvy         | Netrénoval (DNP)                                                                        |
| Bez barvy         | Vyřazen (EX)                                                                            |
| Bez barvy         | Nepřijel (DNA)                                                                          |
| Bez barvy         | Odvolal účast (WD)                                                                      |
| Bez barvy         | Nezúčastnil se (prázdné)                                                                |
| Označení          | Význam                                                                                  |
| Tučnost           | Pole position                                                                           |
| Kurzíva           | Nejrychlejší kolo                                                                       |
| †                 | Jezdec nedojel do cíle, ale byl klasifikován, protože odjel více než 90 % délky závodu. |
| ‡                 | Byl udělován poloviční počet bodů, protože bylo odjeto méně než 75 % délky závodu.      |
| Horní index       | Umístění bodujících jezdců ve sprintu                                                   |

| Rok  | Šasi                | Motor              | Pneu | Jezdci | 1   | 2   | 3   | 4   | 5   | 6   | 7   | 8   | 9   | 10  | 11  | 12  | 13  | 14  | 15  | 16  | 17  | 18  | 19  | Body | Umístění |
| ---- | ------------------- | ------------------ | ---- | ------ | --- | --- | --- | --- | --- | --- | --- | --- | --- | --- | --- | --- | --- | --- | --- | --- | --- | --- | --- | ---- | -------- |
| 2011 | Ferrari 150º Italia | Ferrari 056 2.4 V8 | P    |        | AUS | MAL | CHN | TUR | ESP | MON | CAN | EUR | GBR | GER | HUN | BEL | ITA | SIN | JPN | KOR | IND | ABU | BRA | 375  | 3.       |
| 2011 | Ferrari 150º Italia | Ferrari 056 2.4 V8 | P    | Alonso | 4   | 6   | 7   | 3   | 5   | 2   | Ret | 2   | 1   | 2   | 3   | 4   | 3   | 4   | 2   | 5   | 3   | 2   | 4   | 375  | 3.       |
| 2011 | Ferrari 150º Italia | Ferrari 056 2.4 V8 | P    | Massa  | 7   | 5   | 6   | 11  | Ret | Ret | 6   | 5   | 5   | 5   | 6   | 8   | 6   | 9   | 7   | 6   | Ret | 5   | 5   | 375  | 3.       |